# Carles
Carles är den katalanska motsvarigheten till det svenska namnet Karl.

## Personer med namnet
- Carles Aleñá (född 1998), spansk fotbollsspelare
- Carles Gil (född 1992), spansk fotbollsspelare
- Carles Puigdemont (född 1962), spansk politiker
- Carles Puyol (född 1978), spansk fotbollsspelare
- Carles Rexach (född 1947), spansk fotbollsspelare
- Carles Sans (född 1975), spansk vattenpolospelare
- Bonaventura Carles Aribau (1798–1862), katalansk skald